# Foodmark Sweden
Foodmark AB är ett svenskt livsmedelsföretag som producerar och marknadsför produkter under varumärkena Rydbergs, Lohmanders, Fjällbrynt, Delikatessfabriken, Jensens Køkken, K-Salat och Mills. I Foodmarks produktportfölj ingår majonnäsbaserade sallader, såser, dressingar, messmör, mjukost, leverpastej och leverkorv och dess produkter tillverkas i Albyberg (Haninge), Klintehamn, Vidsel, Norge och Danmark. 
Foodmark producerar årligen 20 000 ton livsmedel till dagligvaruhandeln och storhushåll och 2018 hade bolaget 245 anställda och omsatte 827 miljoner kronor. 
Huvudkontor är beläget i Sundbyberg, Stockholm.
Företaget ingår i den norska familjekoncernen Agra A/S.

## Produkter
- Dippsås
- Dressing
- Sås
- Majonnäs
- Messmör
- Mjukost
- Potatissallad
- Rödbetssallad
- Remouladsås
- Sallad
- Charkvaror
- Leverkorv
- Leverpastej
- Smältost